# Studentské národní divadlo
Studentské národní divadlo je neuskutečněný projekt výstavby nové divadelní scény plánované v letech 1989 a 1990 na pražské Letné. Divadlo mělo být určeno studentům pražské DAMU a dalších českých divadelních škol, případně ochotnickým souborům. Jeho zbudování podpořili významní čeští umělci, pedagogové a osobnosti společenského života. Financování mělo být alespoň částečně zajištěno z veřejné sbírky.

## Plánované projekty na Letné
Území Letenského kopce bylo od 19. století předmětem mnoha urbanistických plánů, které mohly zcela zásadně proměnit panorama Letné. Mezi jinými šlo např. o plánovanou serpentinu navazující na Pařížskou ulici a Čechův most, průkop Letné nebo tunel. Na návrší kopce mohla stát sto metrů dlouhá budova univerzity (architekt: Antonín Wiehl), galerie českého umění (od Jana Vejrycha) či pomník zakladatelům Sokola, Miroslavu Tyršovi a Jindřichu Fügnerovi podle návrhů Bohumila Kavky a Pavla Janáka. Své vize vypracovali i jiní významní architekti své doby: Antonín Engel, Bohumil Hübschmann. Později zde Antonín Balšánek zvažoval univerzitní kampus České vysoké školy technické s muzei, galerií a výstavním pavilonem pro Slovanskou epopej od Alfonse Muchy. Po 1. světové válce vznikla myšlenka zbudovat zde komplex vládních budov, nebo devíti 20metrových mrakodrapů (1928) podle Ferdinanda Fencla.
Skutečně vystavěn byl na Letné až pomník Josifu V. Stalinovi, slavnostně odhalený 1. máje 1955, tedy dva roky po Stalinově smrti. Nicméně už v únoru 1956 vystoupil na XX. sjezdu Komunistické strany Sovětského svazu jeho nástupce Nikita S. Chruščov s kritikou kultu Stalinovy osobnosti, čímž zahájil proces destalinizace v celém Východním bloku. Pomník na Letné se tak stal náhle nežádoucím a už v listopadu 1962 byl za přísného (a nedodrženého) zákazu dokumentování odstřelen.
V rámci pokusů o revitalizaci návrší byla v roce 1964 vypsána soutěž, které se zúčastnili například Ladislav Žák nebo Karel Prager, jejich urbanistické vize zůstaly jen na papíře. Stejně tak dopadly na konci 70. let normalizační návrhy na výstavbu Pomníku osvobození Československa Sovětskou armádou.

## Odkaz Sametové revoluce
Společensko-politické změny koncem roku 1989 s sebou přinesly také řadu revizionistických tendencí, které se v zásadní míře měly dotknout také kulturní oblasti. Hybateli změn byli ve velké míře českoslovenští umělci (spisovatelé, herci, režiséři, dramatici, zpěváci aj.). Druhou významnou a aktivní skupinou byli studenti, mezi nimi zejména tzv. studentští vůdci – např. Monika Pajerová, Šimon Pánek, Marek Benda, Martin Mejstřík, Pavel Žáček, Igor Chaun – nebo Hnutí DUHA. Právě toto alternativní a nezávislé studentské sdružení zorganizovalo na 17. listopadu (úřady povolenou) pietu na pražském Albertově, jejíž účastníci se následně vydali na Národní třídu, kde byl průvod zastaven brutálním zásahem Sboru národní bezpečnosti. Tento bezprecedentní násilný zákrok odstartoval celospolečenské vzedmutí vedoucí o několik dní později až k pádu totalitního komunistického režimu.
Studentské stávkové výbory a nezávislí studenti se navíc zapojili do iniciativ Občanského fóra, které společně se slovenskou Verejnosťou proti násiliu přesvědčivě zvítězilo v parlamentních volbách 1990 – prvních svobodných v Československu po více než padesáti letech.
Myšlenka nahradit pozůstatky Stalinova pomníku budovou diametrálně protikladného významu tak měla být holdem “studentům, divadelníkům, heraklovské práci Občanského fóra.”

## Vyhlášení projektu SND
Iniciativa nabrala reálné obrysy ještě koncem roku 1989, konkrétně 26. prosince, kdy bylo sepsáno Provolání přípravného výboru pro zbudování Studentského národního divadla. V tomto dokumentu se mj. uvádí:
“Zkusme ještě jednou na konci tohoto století vybrat po trojníčku na stavbu nového divadla; jmenovalo by se Studentské národní divadlo a bylo by scénou studentů a jejich hostů, kulturním centrem, které by vytvářeli především studenti vysokých škol.”
Text svými podpisy coby čestní garanti podpořili přední čeští umělci: ředitel Národního divadla a operní pěvec Ivo Žídek, režisér Národního divadla Miroslav Macháček, herec Josef Kemr, obě vnučky prvního československého prezidenta T. G. Masaryka – kunsthistorička a publicistka Anna Masaryková a její sestra, překladatelka a redaktorka Herberta. Dále také výtvarník a pedagog Jan Bauch, spisovatel Bohumil Hrabal, dirigent Václav Neumann, režisér a herec Otomar Krejča, dramaturg a překladatel Karel Kraus, “první dáma českého sochařství” Hana Wichterlová a její bratr, vědec a vynálezce Otto Wichterle.
Dne 8. ledna 1990 byl předsedou přípravného výboru zvolen herec Radovan Lukavský. K projektu byli také přizváni: ministr kultury Milan Lukeš a tehdejší poslanci Prahy 7, výtvarník a pedagog Josef Svoboda, architekti Dagmar a Jaroslav Benešovi a geolog Václav Cilek.
Širší veřejnost se o myšlence na zbudování SND měla původně dozvědět z televizních obrazovek prohlášením Josefa Kemra. K tomu ale nakonec nedošlo. Text Provolání nakonec přednesl Radovan Lukavský na tiskové konferenci 14. února 1990 u základních kamenů Národního divadla. Kromě něj se této akce zúčastnili už zmínění Ivo Žídek, Miroslav Macháček, akademik Wichterle s chotí Lindou, ale také náměstek ředitele Národního divadla Bedřich Plecháč, tajemník Národního divadla a organizátor celého projektu Michal Jůza nebo sinoložka PhDr. Zlata Černá. O zahájení kampaně hned následující den referovaly československé deníky, např. Lidová demokracie, Svobodné slovo nebo slovenská mutace deníku Práce.

V řadě ohledů se autoři projektu odkazovali na myšlenky národních obrozenců 18. a 19. století a zároveň symbolicky reflektovali společensko-politcký kontext posledních čtyř desetiletí v Československu:
“Naši předkové sváželi základní kameny pro Národní divadlo z Radhoště, Řípu, Žižkova, Blaníku. Snesme základní kamení pro Studentské národní divadlo po kapsách z míst proslulých politickými vězni, z Valdic, Boru, Mírova, Leopoldova, Jáchymova, Ruzyně jako výraz prožité historické zkušenosti z posledního čtyřicetiletí.”

## Veřejná sbírka a vyšumění projektu
Součástí projektu bylo také vyhlášení celonárodní finanční sbírky, tak jak tomu bylo v případě Národního divadla v průběhu 19. století.
Navrhujeme Vám – zkusme ještě jednou na konci tohoto století vybrat po trojníčku na stavbu nového divadla. [...] Náš stát v nejbližší době nebude mít na to, aby stavěl divadla. Proto uspořádejme sbírku. Vypíšeme veřejnou soutěž na budovu divadla, na výtvarná díla, na divadelní hry k zahájení; buďme svědky poklepu na základni kameny, postupu stavby, a nakonec prvních tónů hudby při otevření divadla.
Národní divadlo za tímto účelem poskytlo své účty – devizový o Čs. obchodní banky a druhý, korunový u Státní banky Československé. Crowdfunding byl organizován také mezi českými expaty v USA, kde se organizace sbírky ujala Monica Rutlendová, "zastupující velké americké nadace a krajany".

Záhy po vyhlášení celého záměru se nicméně objevily kritické hlasy napadající zejména ekonomickou náročnost a neudržitelnost a s tím i spojenou nesmyslnost celého projektu. Podle těchto oponentů
Podezření budí už vousatá, patetická symbolika celého projektu ono sbírání „po trojníčku" a nošení kamínků „po kapsách", odkleté schodiště a vzrušení siluetou stavby, jež ztělesňuje pokojnou revoluci a jež má stát po proudu řeky, protože mezitím uplynul nějaký čas". Jaká teatrálnost! [...] Má-li stát nové divadlo na místě bývalého Stalinova pomníku, bude to opět jedna z nových dominant Prahy (jak ostatně přiznali členové přípravného výboru na slavnosti u základních kamenů ND). Je tedy na místě otázka, k čemu má takové divadlo sloužit a nakolik je nezbytně potřebné právě jeho vybudování?
Nejobsáhleji se tématu možného zbudování Studentského národního divadla věnoval František Fiala v normalizačním kulturně-politickém týdeníku Tvorba 4. dubna 1990. Všechny tyto pragmatické argumenty spolu s postupným vyčerpáním radostné atmosféry Sametové revoluce přispěly v následujících měsících k vyčerpání celkové myšlenky a vyšumění celého projektu.

## Odkaz v kultuře
Kromě zpráv v dobovém tisku je chystaný projekt zmíněn také v krátkometrážním dokumentu Československé televize Causa Letenský kopec z roku 1990. V něm se režisérka Helena Sobotová hlasem Jana Rosáka táže:
“Kauza Letenský kopec pokračuje. Měl by tu stát chrám sv. Anežky podle návrhu Michala Brixe? Nebo snad Studentské národní divadlo, ke kterému byl položen základní kámen? Bude to dobré rozhodnutí?”
Informace o zmíněném základním kameni se nicméně podle pamětníků nezakládá na pravdě. Došlo patrně ke zmatení v souvislosti s veřejnou prezentací přípravného výboru v únoru 1990, která proběhla v budově Národního divadla právě u jeho základních kamenů.
V listopadu 2024 proběhla veřejná vzpomínková akce Zapomenuté národní divadlo aneb kámen a pak amen. Při této příležitosti umístili členové literárního souboru Čulibrk holešovického Divadla RADAR nedaleko bývalého pomníku J. V. Stalina pamětní kámen “Studentskému národnímu divadlu, které nikdy nevzniklo”.